# Работническо училище (Охрид)
Работническото училище (на сръбски: Радничка школа) е бивша училищна сграда в град Охрид, Северна Македония. Сградата е обявена за значимо културно наследство на Социалистическа Република Македония през 1987 година. В нея е седалището на Института за защита на паметниците на културата и музей – Охрид.

## История
Сградата е разположена на улица „Боро Шаин“ № 10 във Вароша. Построена в 1929 година върху изгорялата къща на Паунчевци. Построена е от Женското дружество „Свети Климент“, което поддържало училище за домакинско образование, по инициатива на протиница Драга Петрович. Пари за сградата дават охридските печалбари и видни охридски граждани – адвокатът Демостен Манев, търговецът Анастас Чорбев, книжарът Никола Герман, Йонче Паунчев и други. Строежът е ръководен от инженер Димитър Симонче.
Пръв директор на училището е Драга Петрович, а след нея дълго време охридчанката Марица Масин. По време на българското управление в града през Втората световна война сградата става българско училище. През учебната 1943/1944 година в нея учат гимназиалните класове, поради опасност от бомбардиране на сградата на гимназията. След войната сградата продължава да е домакинско училище до затварянето му в 1959 година от Събранието на община Охрид. Тогава в сградата е настанено Основното училище „Климент Охридски“. От 1961 до 1964 година в нея е разположено новооткритото Икономическо училище. След 1964 година сградата е закратво ученически интернат, а от 1965 година е изоставена и запустява до предаването ѝ на Института за защита на паметниците на културата и музей в 1973 година.

## Архитектура
Сградата е в модерните за XX век стилове с ренесансови и барокови елементи. Има хоризонтална симетрия с характерни ложи, хармонично разположени прозоречни отвори, балюстради на балконите, стълбови с пиластри, завършващи с капители и друга орнаментика, характерна за класическия академизъм. Сградата е масивна с дървена междуетажна и покривна конструкция. Има частично вкопан сутерен от дялан камък, а приземието и етажа са изцяло градени с тухли. Най-голямо внимание е обърнато на южната фасада, където на втория етаж по цялата ширина има хоризонтала от балкони и ложи, завършващи със стилизирани тимпани с венци. Тимпаните се подпират на две двойки стълбове със строги капители. Частта на балконите е вертикално отделена с пиластри между прозорците, които завършват със строги капители. Балконската ограда е от керамички балюстради. Под балконите и ложите има конструктивни и декоративни вути. На южната фасада в средата е отделено място за училищна камбана. Покривният венец е с плитка профилация. Прозорците се редуват правоъгълни и полукръгли, като всички са разделени на полета.
- Западната ложа на южната фасада
- Северната и западната фасада от северозапад
- Източната част на южната фасада